# مرتعة (مكيراس)
مرتعة هي إحدى قرى عزلة مكيراس بمديرية مكيراس التابعة لمحافظة البيضاء، بلغ تعداد سكانها 418 نسمة حسب تعداد اليمن لعام 2004.